# Requiem für Dominik
Pour plus de détails, voir Fiche technique et Distribution.
Requiem für Dominik est un film germano-autrichien réalisé par Robert Dornhelm, sorti en 1991.

## Fiche technique
- Titre original : Requiem für Dominik
- Titre américain : Requiem for Dominic
- Réalisation : Robert Dornhelm
- Scénario : Michael Köhlmeier, Felix Mitterer
- Photographie : Hans Selikovsky
- Montage : Ingrid Koller
- Musique : Harald Kloser, Thomas Schobel
- Producteur : Norbert Blecha
- Société(s) de production : Terra Film Produktion, Österreichischer Rundfunk (ORF)
- Pays d'origine :  Autriche,  Allemagne
- Année : 1991
- Langue originale : anglais, allemand
- Format : couleur – 35 mm – stéréo
- Genre : drame
- Durée : 90 minutes
- Date de sortie : États-Unis : 19 avril 1991 (New York City, New York)

## Distribution
- Georg Hoffmann-Ostenhof :
- Georg Metzenrad :
- Felix Mitterer :
- Werner Prinz :
- Antonia Rados :
- August Schmölzer :
- Viktoria Schubert :
- Angelica Schütz :
- Nikolas Vogel :

## Distinctions

### Nominations
- Golden Globes 1991 : Meilleur film étranger
- Independent Spirit Awards 1992 : Meilleur film étranger